# 亲爱的小孩 (2022年电视剧)
《亲爱的小孩》（英語：Left Right），2022年中国电视剧。改编自王小帅的电影《左右》，由胡坤执导、秦昊、任素汐、聂远、谢可寅领衔主演。该剧于2022年4月10日在央视八套黄金档和爱奇艺首播。

## 播出时间
| 頻道       | 所在地   | 播映日期             | 播出時間                                        | 備註    |
| ---------- | -------- | -------------------- | ----------------------------------------------- | ------- |
| 央視八套   | 中国大陆 | 4月10日-4月26日      | 黄金档每晚19:30播出2集                          |         |
| 愛奇藝     | 中国大陆 | 4月10日-4月24日      | VIP会员每日19:30更新2集，非会员每日22:00转免1集 |         |
| 港台電視31 | 香港     | 2024年4月9日-5月24日 | 周一至周五 20:30                                | 國劇830 |

## 演员列表

### 主要演員
| 演員   | 角色   | 介紹 |
| 秦昊   | 肖路   | 方一諾前夫，禾禾生父，董帆現任丈夫，為救禾禾跳槽至別間公司，以致原公司夥伴不滿不願第一時間救禾禾                                                      |
| 任素汐 | 方一诺 | 禾禾母親 中學教師 個性十分要強。本是肖路的妻子 可肖路在女兒出生時有外遇 導致離婚收場 後因謝天華示愛而嫁給天華 其後因意外導致流產                      |
| 聂远   | 谢天华 | 方一諾第二任丈夫 為人老實 經營賣魚及盆栽店，對一諾死心塌地，禾禾視為己出                                                                              |
| 谢可寅 | 董帆   | 肖路現任妻子，在報社上班，怕肖路離開自己而寫信告密謝家 一諾與肖路酒店開房並準備再生一個小孩救禾禾的事情。後為同為白血病的病童小影做了一集白血病專訪。 |

### 其他演員
| 演員     | 角色     | 介紹 |
| 黄米依   | 雷雯     | 方一諾好友，經營酒館，為人甚有義氣，禾禾乾媽，對禾禾極好 |
| 朱颜曼滋 | 朱珠     | 肖路的外遇對象，在禾禾周歲宴上把自己與肖路的事情說出來 |
| 姚櫓     | 蘇景偉   | 與肖路一起創業的原公司夥伴，與禾禾血型匹配，最後決定救禾禾 |
| 李勤勤   | 肖母     | 草根得不可再草根的階層人物 喜歡猜麻將、吸煙 在孫女禾禾剛出生時因推著載有嬰兒時期的禾禾時 全神貫注投入猜麻將而鬆開嬰兒車 令兒媳婦一諾生她氣                                 |
| 岳紅     | 方母     | 為人甚有教養 培養唯一的女兒一諾成為中學老師 |
| 程庸     | 方父     | 跟妻子悉心栽培女兒 顧家好男人、好丈夫、亦是個好爸爸 |
| 張帆     | 宋光明   | 謝丹丈夫，謝天華姊夫，經營理髮店 |
| 穆麗燕   | 謝母     | |
| 錢漪     | 謝父     | |
| 蔣奇明   | 肖路弟弟 | 好食懶做 只會跟家裡要錢 後因跟人做生意失敗 欠落一身債 |
| 師悅玲   | 朱母     | 朱珠的母親,知道了朱珠與肖路的事後痛罵朱珠不知廉恥 |
| 李志強   | 高醫生   | |
| 劉威葳   | 謝丹     | 謝天華姐姐，非常愛護謝天華，反對謝天華與方一諾在一起，曾直言方一諾怎麼做都不會滿意。禾禾生病時說過：我幫她是情分，不幫她是本分。為了求一諾留下與謝天華的孩子給方一諾下跪。 |
| 荊浩     | 文主任   | 骨隨資料庫主任 |
| 劉琳     | 瑨姐     | 方一諾給禾禾請的月嫂，因隙離開，後來禾禾住院後在醫院相遇並跟一諾道歉 |

## 電視劇原声帶
| 曲序 | 曲目                 | 演唱   |
| ---- | -------------------- | ------ |
| 1.   | 亲爱的小孩（片头曲） | 任素汐 |
| 2.   | 北方（片尾曲）       | 任素汐 |
| 3.   | 等一等（插曲）       | 任素汐 |
| 4.   | 亲亲我的宝贝（插曲） | 周华健 |
| 5.   | 一个女王（插曲）     | 佟妍   |

## 獎項
| 年份   | 頒獎典禮                 | 獎項       | 提名/得奖者 | 结果 |
| ------ | ------------------------ | ---------- | ----------- | ---- |
| 2023年 | 第28届上海电视节白玉兰奖 | 最佳摄影奖 | 小忱        | 獲獎 |
| 2023年 | 第28届上海电视节白玉兰奖 | 最佳美術   | 浩然        | 提名 |